# Amphoriscus buccichii
Amphoriscus buccichii är en svampdjursart som beskrevs av Viktor von Ebner-Rofenstein 1887. Amphoriscus buccichii ingår i släktet Amphoriscus och familjen Amphoriscidae.
Artens utbredningsområde är havet utanför Kroatien. Inga underarter finns listade i Catalogue of Life.